# غارث لي
غارث لي (بالإنجليزية: Garth Lee)‏ هو لاعب كرة قدم بريطاني في مركز نصف الجناح، ولد في 30 سبتمبر 1943 في شفيلد في المملكة المتحدة. لعب مع نادي تشستر سيتي.